# Maciulîșcea, Putîvl
Maciulîșcea (în ucraineană Мачулища) este localitatea de reședință a comunei Maciulîșcea din raionul Putîvl, regiunea Sumî, Ucraina.

## Demografie
Componența lingvistică a localității Maciulîșcea
     Rusă (75,17%)
     Ucraineană (24,83%)
Conform recensământului din 2001, majoritatea populației localității Maciulîșcea era vorbitoare de rusă (75,17%), existând în minoritate și vorbitori de ucraineană (24,83%).